# سیارک ۱۷۷۸۱
سیارک ۱۷۷۸۱ (به انگلیسی: 17781 Kepping، نامگذاری:1998FH23) هفده هزار و هفتصد و هشتاد و یکمین سیارک کشف شده‌است که در ۲۰ مارس ۱۹۹۸ کشف شد.
قدر مطلق سیارک برابر ۱۸٫۶ است.